# Bufo intermedius
Bufo intermedius és una espècie d'amfibi de la família dels bufònids.
Està amenaçada d'extinció per la pèrdua del seu hàbitat natural.